# 2004 KV18
2004 KV18 ist ein Neptun-Trojaner und läuft auf dem Lagrange-Punkt L5 des Planeten Neptun um die Sonne (d. h., er läuft Neptun 60° hinterher).

## Entdeckung und Benennung
2004 KV18 wurde in der zweiten Monatshälfte des Mai 2004 entdeckt; die Identifikation als Neptun-Trojaner erfolgte jedoch erst 2011.

## Bahneigenschaften
2004 KV18 umkreist die Sonne auf einer prograden, elliptischen Umlaufbahn zwischen etwa 25 und 36 AE Abstand zu deren Zentrum. Die Bahnexzentrizität beträgt 0,19, die Bahn ist knapp 14° gegenüber der Ekliptik geneigt. Die Umlaufzeit von 2004 KV18 beträgt knapp 170 Jahre.
2004 KV18 ist der bisher instabilste, kurzlebigste Neptun-Trojaner und der erste, dessen begrenzter Status als Neptun-Trojaner klar bestätigt ist. Man nimmt an, dass er ein ehemaliger Zentaur ist, der vor nicht mehr als 203.000 Jahren, also vor – astronomisch gesehen – relativ kurzer Zeit von Uranus eingefangen und auf die heutige Trojaner-Bahn gezwungen wurde. Der Asteroid wird für maximal weitere 165.000 Jahre um den L5-Punkt oszillieren, bevor er erneut auf eine Zentauren-Bahn gelangen wird. Bei 2004 KV18 wird nicht von einem primodialen Ursprung ausgegangen – im Unterschied zu den meisten bekannten Jupiter-Trojaner, deren Bahnen über Milliarden von Jahren stabil sind.
Einer Computersimulations-Studie zufolge sind zu jeder Zeit 2,8 % der zerstreuten Population der Zentauren innerhalb von 6 bis 34 Astronomischen Einheiten (also der Haupteinflussbereich der drei Gasplaneten Saturn, Uranus und Neptun) koorbitale Objekte des Neptun. Von diesen wiederum sollen 54 % Hufeisenumlaufbahnen beschreiben, 10 % sollen Quasisatelliten und 36 % Neptun-Trojaner sein, gleichmäßig verteilt auf die L4- und L5-Punkte des Sonne-Neptun-Systems.
Die Studie geht zudem von 0,4 % der Zentauren für die Uranus-Koorbitalen aus, was einen Wert von 3,2 % Zentauren-Trojaner für beide Eisriesen ergibt.